# Halsbandsspett
Halsbandsspett (Dryobates pernyii) är en fågel i familjen hackspettar inom ordningen hackspettartade fåglar.

## Kännetecken

### Utseende
Denna art är en rätt liten (19-21 cm) svartvit hackspett. Den är mycket lik rödnackad hackspett men skiljer sig på flera sätt. Den har rött endast på bakre delen av hjässan, inte också bak i nacken och runt till örontäckarna, dessutom något mörkare karmosinfärgat snarare än scharlakansrött. Den har även en röd fläck på bröstet och övre delen av buken är svart, inte streckat i beige och svart. Vidare är mustaschstrecket bredare, framför allt ner mot buken. Den är också något större.

### Läten
Lätena är mycket lika rödnackad hackspett, se denna.

## Utbredning och systematik
Fågeln delas in i tre underarter med följande utbredning:
- Dryobates pernyii pernyii – västcentrala och södra Kina (sydvästra Gansu, norra och östra Sichuan samt nordvästra Yunnan)
- Dryobates pernyii innixus – centrala Kina (södra Shaanxi samt Hubei)
- Dryobates pernyii tenebrosus – norra, centrala och östra Myanmar, centrala och södra Yunnan, nordvästra Thailand, norra Laos och västra Tonkin

### Artstatus
Halsbandsspetten kategoriserades tidigare oftast som en del av rödnackad hackspett (D. cathparius, tidigare rödbröstad hackspett). Den urskiljs dock sedan 2014 som egen art av Birdlife International och Internationella naturvårdsunionen, sedan 2023 även av International Ornithological Congress.

### Släktestillhörighet
Halsbandsspett och rödnackad hackspett placerades tidigare i släktet Dendrocopos. DNA-studier visar dock att artparet och dess närmaste släkting mindre hackspett förvånande nog hör till en grupp övervägande amerikanska hackspettar som även inkluderar släktet Veniliornis och förs därför nu till ett annat släkte, Dryobates.

## Levnadssätt
Fågeln hittas i bergsbelägen städsegrön skog på mellan 1200 och 2800 meters höjd, i Thailand över 1400 meter. Den lever av insekter och framför allt deras larver, men även nektar, födosökande enstaka eller i par, mycket sällan i artblandade flockar. Inte mycket är känt om dess häckningsbeteende. Förmodligen äger den rum mellan februari/mars och april/maj. Den hackar liksom andra hackspettar ut ett bohål i ett träd, vari den lägger två till fyra ägg.

## Status och hot
Arten har ett stort utbredningsområde, men tros minska i antal, dock inte tillräckligt kraftigt för att den ska betraktas som hotad. Internationella naturvårdsunionen IUCN listar arten som livskraftig (LC). Världspopulationen har inte uppskattats.

## Namn
Fågelns vetenskapliga artnamn hedrar Paul Hubert Perny (1818-1907), fransk missionär i Kina, men även linguist och botaniker.